# Jardin Hector-Malot
Jardin Hector-Malot är en park i Quartier des Quinze-Vingts i Paris tolfte arrondissement. Parken är uppkallad efter den franske författaren Hector Malot (1830–1907). Jardin Hector-Malot invigdes år 1995.

## Bilder
| - Parkens skylt. - Jardin Hector-Malot. |

## Omgivningar
- Chapelle de l'Agneau-de-Dieu
- Square Philippe-Farine
- Passage Raguinot
- Place Henri-Frenay
- Rue Roland-Barthes
- Passage Gatbois

## Kommunikationer
- Tunnelbana – linjerna   – Gare de Lyon
- Busshållplats Daumesnil – Diderot – Paris bussnät

### Webbkällor
- ”Jardin Hector-Malot”. Paris.fr. https://www.paris.fr/lieux/jardin-hector-malot-15557. Läst 26 januari 2023.
- ”Jardin Hector-Malot”. Les rues de Paris. https://web.archive.org/web/20190727143217/http://www.parisrues.com/rues12/paris-12-jardin-hector-malot.html. Läst 26 januari 2023.